# Jordane Tolentino
Jordane de Carvalho Tolentino (Belo Horizonte, 23 de dezembro de 1985) é uma voleibolista indoor brasileira, atuante na posição Levantadora, sagrou-se medalhista de ouro no Campeonato Sul-Americano de Clubes de 2021 no Brasil.

## Carreira
Revelada nas categorias de base do Mackenzie Esporte Clube juntamente com sua irmã Ariane, profissionalizando no MRV/Minas, na jornada esportiva 2003-04,  e  seu clube representou o São Bernardo Tênis Clube, com alcunha MRV/São Bernardo nas competições do Estado de São Paulo, disputando o Campeonato Paulista de 2003e forma invicta o ouro nos Jogos Abertos de 2003  em Santos.
No período de 2004-05 passa  a jogar pelo Sesi Esporte/Uberlândia e encerrou na oitava colocação da correspondente Superliga Brasileira A.Retornou ao Fiat/Minas nas temporadas de 2005-06 quando este representou a cidade de Cabo Frio no Campeonato Carioca de 2005 utilizando a alcunha de Cabo Frio/Fiat Minas, foi quarto lugar no Torneio Internacional Salonpas Cup de 2005e disputou a Superliga Brasileira A 2005-06,terminando por esta equipe em sétimo lugar. 
Em 2006 o Fiat/Minas representou o Paulistano no Campeonato Paulista de 2006, utilizando a alcunha de Fiat/Paulistano conquistando o bronze e o quarto lugar na Copa São Paulo e o sétimo lugar na Superliga Brasileira A 2005-06.Pelo Fiat/Minas competiu na edição da Superliga Brasileira A 2006-07 conquistando nesta edição o bronze.
Em 2007 atuou pela Carmen Steffens/Franca na edição do Campeonato Paulista.Na temporada de 2008-09 foi contratada pelo Vôlei Futuro terminou na sétima colocação do Campeonato Paulista de 2008 e disputou a Superliga Brasileira a correspondente a esta jornada terminou na décima colocação na Superliga Brasileira A 2008-09.
Em sua segunda jornada atuando pelo  Vôlei Futuro terminou na sexta posição da Superliga Brasileira A 2009-10, 
foi vice-campeã dos Jogos Abertos do Interior de Santo André 2009 E em sua última temporada pelo clube terminou com o vice-campeã do Campeonato Paulista de 2010 e em terceiro lugar na Superliga Brasileira A 2010-11, sagrou-se vice-campeã no Top Volley Internacional de 2010 na Basileiae obteve o vice-campeonato paulista de 2010 e esteve no grupo que avançou as semifinais da Superliga Brasileira A 2010-11 e encerrou com o bronze da edição.
Transferiu-se para o Macaé Sports e competiu por este na jornada 2011-12, atuando como Ponteira, foi vice-campeã carioca sob o comando do Chicão e esteve no grupo que avançou as semifinais da Superliga Brasileira A 2010-11 e junto com a equipe encerrou na penúltima posição, ou seja, apenas na décima primeira posição da Superliga Brasileira A correspondente.Reforçou o ABEL Brusque que disputaria a extinta Liga Nacional de 2012, segunda divisão, e sagrou-se vice-campeã e também o São Caetano/São Cristóvão Saúde na Superliga Brasileira A 2012-13.
No período 2013-14 foi anunciada como jogadora do Rio do Sul/Unimed/Delsoft, sendo campeã da edição dos Jasc em 2013e campeã catarinense em 2013 e  encerrou na décima terceira posição da Superliga Brasileira A 2013-14.
Retornou ao então Camponesa/Minas para as competições de 2014-15, sagrando-se vice-campeã do Campeonato Mineiro em 2014 e e disputou Superliga Brasileira A 2014-15.Em 2015 disputou  Copa Banco do Brasil  cuja finais ocorreu Cuiabá, mas encerrou em sexto lugar nesta edição..
Foi contratada pelo Fluminense F.C. e disputou o Campeonato Carioca de 2015, quando alcançou o vice-campeonato.Na temporada 2016-17 foi e campeã do Campeonato Carioca de 2016e vice-campeã da Superliga Brasileira B de 2016.Na última temporada pelo Fluminense foi vice-campeã do Campeonato Carioca em 2017.
Em sua primeira experiência no vôlei cipriota, foi contratada para a temporada 2018-19 pela equipe Pafiakos Volleyball Club alcançou o terceiro lugar na Copa do Chipre e sexto lugar no Campeonato Cipriota.
Nas temporadas 2019-20 e 2020-21 atuou pelo clube AJM/FC Porto sendo bicampeã da Supertaça de Portugal em 2019 e 2020, sagrou-se campeã da Taça de Portugal de 2019-20 e terceiro posto na edição de 2020-21, conquistou o título inédito para o clube do Campeonato Português de 2020-21 e alcançou a nona posição na Challenge Cup correspondente.
Na temporada 2021-22 foi repatriada pelo Dentil/Praia Clube. conquistou os títulos do Campeonato Mineiro de 2021, da Supercopa Brasileira em Brusque de 2021 e contribuiu para o Campeonato Sul-Americano de Clubes de 2021 sediado em Brasília.

## Títulos e resultados
- Superliga Brasileira Aː2022-23
- Campeonato Portuguêsː2020-21
- Superliga Brasileira Aː2006-07, 2010-11
- Supercopa Brasileira de Voleibolː2021
- Superliga Brasileira de Voleibol Feminino - Série B:2016
- Copa Brasil: 2021, 2023
- Copa Brasil: 2022
- Liga Nacional de Voleibolː2012
- Supercopa Brasileira de Voleibolː2021
- Supertaça Portuguesa:2019 e 2020
- Taça Portugal:2019-20
- Taça Portugal:2020-21
- Copa do Chipre:2018-19
- Campeonato Mineiroː2021
- Campeonato Mineiroː2003, 2014, 2022
- Campeonato Catarinense:2013
- Campeonato Carioca:2016
- Campeonato Carioca:2012, 2015 e 2017
- Campeonato Paulista:2010
- Campeonato Paulista:2006
- Copa São Paulo:2006
- Torneio Internacional Top Volley Feminino:2010
- Salonpas Cup:2006
- Jasc:2013
- Jogos Abertos do Interior de São Paulo:2003
- Jogos Abertos do Interior de São Paulo:2009

## Premiações individuais
[carece de fontes?]